# سولجر بوی
سولجر بوی (به انگلیسی: Soldier Boy) نام سه شخصیت ابرقهرمان در مجموعه کتاب‌های کامیک هیروگاسم و پسران است. اولین شخصیت معرفی‌شده رهبر منتخب تیم ابرقهرمانی پی‌بک تحت حمایت وات آمریکا است. او به عنوان یکی از تنها افراد «سوپ» با انگیزه‌های خیرخواهانه و فداکارانه، که از استفاده از ناسزا متنفر است، به تصویر کشیده می‌شود. با این حال، او سالانه با هوم‌لندر به تنهایی در ارجی هیروگاسم رابطه جنسی برقرار می‌کند، با این امید اشتباه که انجام این کار، هوم‌لندر را متقاعد کند که به او اجازه دهد به تیم ابرقهرمانی خود، «هفت» بپیوندد. پس از تازه‌ترین معاشرت با هوملندر، سولجر بوی توسط بیلی بوچر، مأمور عملیات سیاه سیا، دستگیر می‌شود و برای اطلاع از فعالیت‌های اخیر هوملندر توسط او به طرز وحشیانه‌ای شکنجه و به قتل می‌رسد. بعداً مشخص می‌شود که سولجر بویِ اصلی در اولین مأموریت خود در نبرد آردن، پس از «جوخه انتقام» توسط مالوری کشته شده است زیرا به‌طور ناخواسته باعث شده بود که مردان مالوری قتل‌عام شوند.
در اقتباس تلویزیونی آمازون پرایم ویدئو، سولجر بوی (بن) در فصل سوم ۲۰۲۲ با بازی جنسن اکلس معرفی می‌شود. این سولجر بوی که شخصیتی ترکیبی از شخصیت‌های معرفی‌شده در کتاب‌های مصور است، به عنوان اولین «سوپ» آمریکایی با نامیرایی زیستی معرفی شد که توسط فردریک وات در طول جنگ جهانی دوم خلق شده است و مادرز میلک او را مسئول سقوط خانواده‌اش می‌داند. سولجر بوی یک «قهرمان جنگ بونافید» بد دهان است، که در حالی که در طول جنگ سرد با سیا به عنوان رهبر پی‌بک کار می‌کرد، به دولت روسیه به صورت خیانت داده شد و به مدت چهل سال روی او آزمایش شد. او در حال حاضر به‌طور ناخواسته توسط پسران آزاد می‌شود، در حالی که آنها به دنبال ابر سلاح سولجر بوی بی. سی. اِل سرخ برای کشتن هوم‌لندر بودند، که در واقع خود سولجر بوی است، که به دلیل آزمایش، اکنون می‌تواند یک پرتو انرژی از سینه خود ساطع کند (با نام Big Chest-Laser) که ابرقدرت هر سوپ دیگری را که با آن در تماس است نفی می‌کند. بعداً مشخص شد که هوم‌لندر در واقع پسر بیولوژیکی سولجر بوی است. اکلس در سریال اسپین‌آف ۲۰۲۳ جن وی بازگشت و نقش دوست خیالی ابرقهرمان، با نام سولجر بویِ دوست‌پسر، را به تصویر می‌کشد که الگوبرداری از سولجر بوی بود. این شخصیت با استقبال مثبت روبرو شده است.

## قدرت‌ها و توانایی‌ها
این شخصیت که به عنوان یک پارودی از کاپیتان آمریکای مارول کامیکس طراحی شده بود، یک ابر سرباز پایه آموزش دیده در مبارزه با سپر است، که رویکردی واقعاً میهن پرستانه و معصومانه در نقش خود دارد، بدون اینکه متوجه پستی و شرارت سوپ‌های اطرافش شود (هرگز به دشنام‌گویی متوسل نمی‌شود). او عادت دارد در زمان جنگ نام ایالت‌ها را بخواند. ادعا می‌شود که او در جنگ جهانی دوم جنگید، اگرچه بوچر خلاف این را ادعا می‌کند و به این داستان به عنوان توهین به افرادی اشاره می‌کند که واقعاً این کار را کردند. بعدها مشخص شد که سولجر بوی سومین سوپی است که این نام را به دست گرفته است، پس از اینکه اولین نفر در اولین مأموریت خود کشته شد و دومی در طول جنگ کشته شد.
برای فصل سوم پسران، سولجر بوی توسط لورا جین «ال جی» شانون و گرگ هاپوود به عنوان شبیه به کاپیتان آمریکا، سوپرمن و سرباز زمستان، به ویژه استیو راجرز از فیلم انتقام‌جویان: جنگ ابدیت از دنیای سینمایی مارول (MCU) که توسط کریس ایوانز به تصویر کشیده شده است، با یک سپر کاربردی برای دفاع و حمله دوباره طراحی شد. سولجر بوی همچنین دارای توانایی تولید تشعشعی است که می‌تواند از قفسه سینه او به صورت پرتوهای انرژی یا انفجار انفجاری آزاد شود، که همچنین می‌تواند به لطف آزمایش‌های دوران شوروی ترکیب V را از سیستم سوپ خارج کند. معمولاً از سولجر بوی تقریباً به قدرت هوملندر یاد می‌شود که در قسمت هیروگاسم ثابت شده است، جایی که قدرت و دوام مافوق بشری او با هوملندر رقابت می‌کند و به او اجازه می‌دهد تقریباً به‌طور مساوی با او مبارزه کند. همچنین نشان داده شده است که سولجر بوی یک مبارز تن به تن قدرتمند است، زیرا زمانی که بوچر توسط ماده وی موقتی قدرت یافت، توانست بر بوچر غلبه کند و در درگیری آنها شکست دهد.

## توسعه

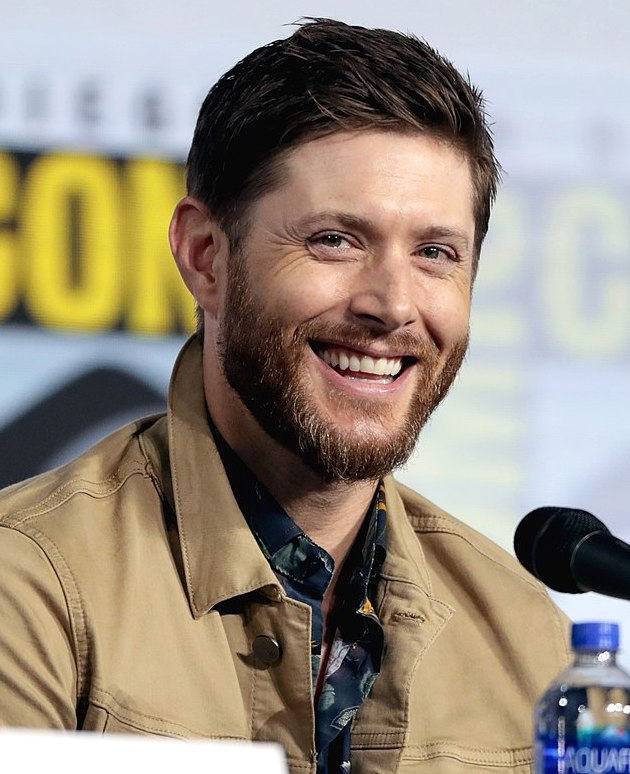
اکلس در کامیک-کان سن دیگو ۲۰۱۹

اریک کریپک با پرداختن به رابطه جنسی سولجر بوی سوم با هوم‌لندر در مجموعه کمیک هیروگاسم تأیید کرد که این کار برای سریال تلویزیونی اقتباس نخواهد شد، که در عوض جنسن اکلس یک سولجر بوی اول دگرجنسگرا را از دوره اصلی جنگ جهانی دوم به تصویر کشید، که در «ساحل باربری» پسران معرفی شد. در سریال، سولجر بوی از جنگ تا دوران مدرن جان سالم به در برد و از سال ۱۹۸۴ تا ۲۰۲۲ در یک آزمایشگاه زندانی شد و بر رویش توسط روس‌ها آزمایش شد. قبل از انتخاب اکلس، کریپک قصد داشت «یک بازیگر مسن‌تر را انتخاب کند، زیرا می‌خواست جوی شبیه به جان وین داشته باشد»، قبل از اینکه به آکلز این نقش را پیشنهاد دهد، کریپک و اکلس قبلاً در پنج فصل اول سریال سوپرنچرالِ سی‌دابلیو با هم کار کرده بودند. آکلس همچنین برای نقش استیو راجرز / کاپیتان آمریکا در فیلم کاپیتان آمریکا: نخستین انتقام‌جو (قبل از انتخاب کریس ایوانز) در دنیای سینمایی مارول (MCU) برای مدت کوتاهی در رقابت بود (اگرچه تست بازیگری نداد)، شخصیتی که سولجر بوی تقلید کننده آن است. آکلس شخصیت خود را اینگونه توصیف کرد: «کاپیتان آمریکا روی الاغش، [و] انگار [او] ابرقهرمانی را کنار گذاشته و فقط عموی مست و نامناسب شما شده است». در مورد رابطه این شخصیت با هوملندر در فصل سوم اقتباس سریال تلویزیونی، اکلس اظهار داشت:
«هوم‌لندر تکرار جدید سولجر بوی است. او در چشمان سولجر بوی یک بچه جدید در بلوک است؛ یعنی بازگشت به آن نرینگی سمی: بسیار واقعی، و یکی از اولین چیزهایی که از دهان سولجر بوی پس از نگاه کردن بیرون می‌آید پس از اینکه یک پوستر بزرگ از هوم‌لندر را می‌بیند: «وات دِ فاک». او فقط به جهان اطرافش نگاه می‌کند، و می‌داند که در آن جا نمی‌افتد و چیزها متفاوت هستند: در این لباس قرمز، سفید و آبی ابرقهرمانی. او در مورد آن هیجان زده نیست.»

## بازخورد
شخصیت و ایفای نقش اکلس در فصل سوم اقتباس سریال تلویزیونی با استقبال مثبتِ رسانه‌ای مواجه شده است.
نسخه بازخوانی اکلس از ترانه «خلسه» اثر بلاندی مورد تمجید بیشتری از خود گروه قرار گرفت و خواننده اصلی دبی هری این اجرا را «حماسی» توصیف کرد.

## یادداشت
1. 1 2  Big Chest-Laser Red